# Préalpes carniques
Pour les articles homonymes, voir Préalpes.

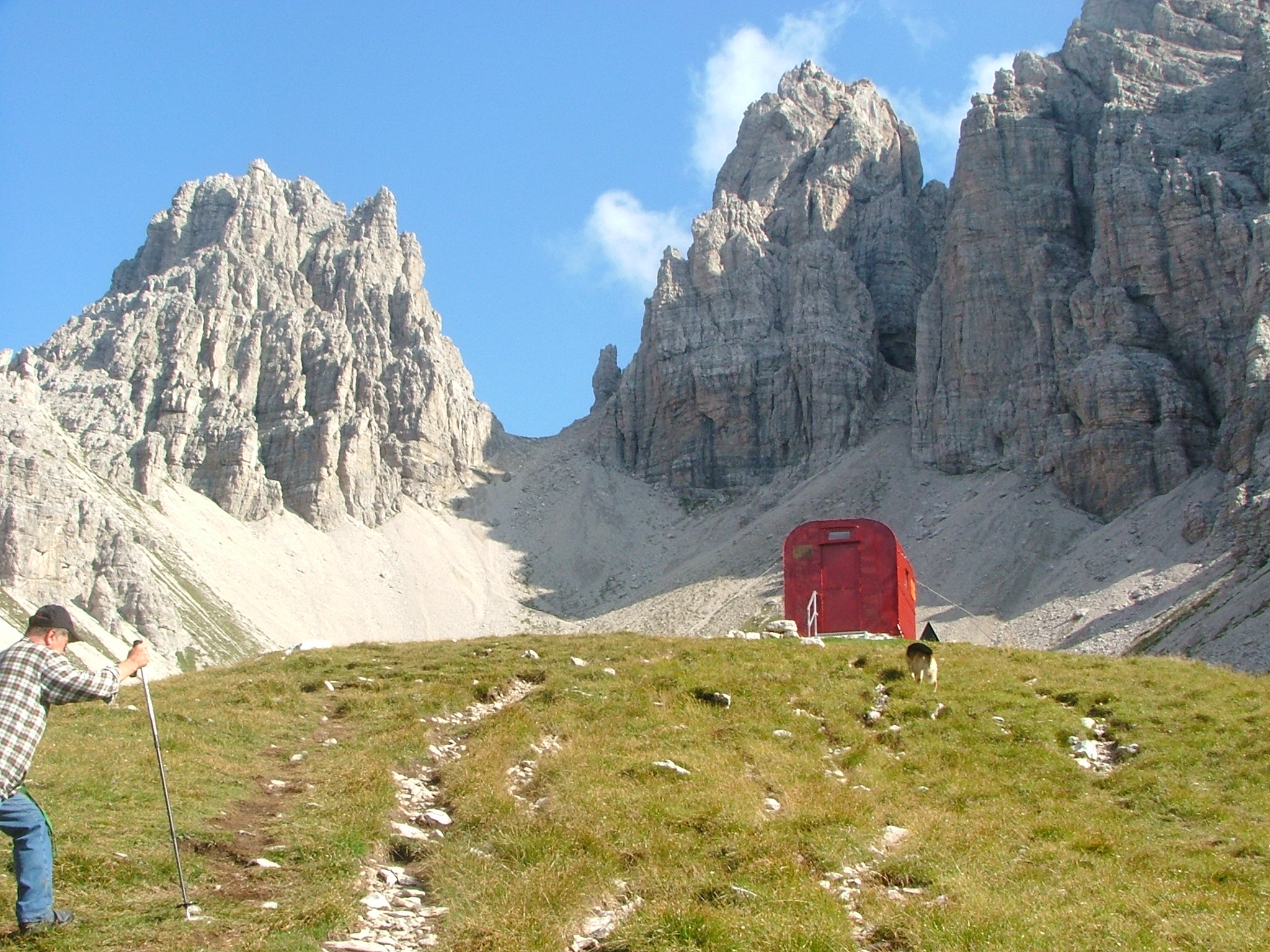
Le bivouak Perugini, Val Montanaia

Les Préalpes carniques sont un massif des Préalpes orientales méridionales. Elles s'élèvent en Italie (Vénétie et Frioul-Vénétie Julienne).
Elles appartiennent à l'ensemble des Alpes carniques.
La Cima dei Preti est le point culminant du massif.

## Géographie

### Situation
Le massif est entouré des Dolomites à l'ouest, des Alpes carniques au nord et des Alpes juliennes au nord-est.
Il est bordé par le Piave à l'ouest.
Il est constitué des Dolomites frioulanes au sud du col de la Mauria et des Dolomites pesarines (du nom d'une vallée centrale) au nord.

### Sommets principaux
- Cima dei Preti, 2 706 m
- Monte Duranno, 2 668 m
- Monte Terza Grande, 2 586 m
- Monte Cridola, 2 580 m
- Cima Monfalcon di Montanaia, 2 548 m
- Monte Brentoni, 2 548 m
- Monte Fleons, 2 507 m
- Monte Pramaggiore, 2 478 m
- Col Nudo, 2 471 m
- Creta Forata, 2 462 m
- Monte Siera, 2 443 m
- Monte Cornaget, 2 322 m
- Monte Cavallo, 2 250 m
- Zuc del Boor, 2 197 m
- Monte Sernio, 2 187 m
- Campanile di Val Montanaia, 2 173 m
- Monte Chiarescons, 2 169 m
- Monte Zermula, 2 143 m
- Monte Tinisa, 2 120 m
- Col Gentile, 2 076 m
- Monte Ressetum, 2 047 m
- Monte Arvenis, 1 967 m
- Monte Tersadia, 1 961 m
- Monte Verzegnis, 1 915 m
- Monte Amariana, 1 905 m

## Activités

### Stations de sports d'hiver
Au Frioul-Vénétie Julienne (provinces d'Udine et de Pordenone) :
- Forni di Sopra
- Forni Avoltri
- Sauris
- Ravascletto-Zoncolan
- Claut
- Piancavallo
- Sappada

### Protection environnementale
Le parc naturel régional des Dolomites frioulanes est inscrit au Patrimoine mondial de l'UNESCO.